# Los fundamentos del siglo XIX
Los fundamentos del siglo XIX (Die Grundlagen des neunzehnten Jahrhunderts, 1899) es un libro de Houston Stewart Chamberlain. En el libro, Chamberlain presenta varias ideas racistas y especialmente völkisch antisemitas sobre cómo veía a la raza aria como superior a otras, a los pueblos teutónicos como una fuerza positiva en la civilización europea y los judíos como una negativa. El libro fue su obra más vendida.

## Sinopsis
Publicado en alemán, el libro se enfoca en la controvertida noción de que la civilización occidental está profundamente marcada por la influencia de los pueblos teutónicos. Chamberlain agrupó a todos los pueblos europeos, no solo a los alemanes, sino también a celtas, eslavos, griegos y latinos, en la "raza aria ", una raza basada en la antigua cultura protoindoeuropea. A la cabeza de la raza aria, y, de hecho, de todas las razas, vio a la raza nórdica o pueblos teutónicos.

Ciertos antropólogos querrían enseñarnos que todas las razas están igualmente dotadas; señalamos la historia y respondemos: ¡eso es mentira! Las razas de la humanidad son marcadamente diferentes en la naturaleza y también en la extensión de sus dones, y las razas germánicas pertenecen al grupo más dotado, el grupo generalmente denominado ario ... Física y mentalmente, los arios son preeminentes entre todos. pueblos; por eso son por derecho... los señores del mundo. ¿No vemos al "homo syriacus" desarrollarse tan bien y tan felizmente en la posición de esclavo como en la de amo? ¿No nos muestran los chinos otro ejemplo de la misma naturaleza?

El libro de Chamberlain se centró en la afirmación de que los pueblos teutónicos eran los herederos de los imperios de Grecia y Roma, algo en lo que también creían Carlomagno y algunos de sus sucesores. Argumentó que cuando las tribus germánicas destruyeron el Imperio Romano, los judíos y otros no europeos ya lo dominaban. Los alemanes, en este escenario, salvaron a la Civilización occidental de la dominación de los Semíticos. Los pensamientos de Chamberlain fueron influenciados por los escritos de Arthur de Gobineau (1816–1882), quien había argumentado la superioridad de la "raza aria". Este término se usaba cada vez más para describir caucásico o pueblos europeos, a diferencia de los judíos, que fueron conceptualizados como "infundir veneno del Cercano Oriente en el cuerpo político europeo". ".[cita requerida] Para Chamberlain, el concepto de una raza aria no se definía simplemente por los orígenes etnolingüísticos. Era también un ideal abstracto de una élite racial. La raza aria, o "noble", siempre estaba cambiando a medida que los pueblos superiores suplantaban a los inferiores en las luchas evolutivas por la supervivencia.
Basándose un poco en las teorías de Gobineau y Georges Vacher de Lapouge (1854-1936), Chamberlain desarrolló una teoría relativamente compleja que relaciona los orígenes raciales, las características físicas y los rasgos culturales. Según Chamberlain, el judío moderno (Homo judaeica) mezcla algunas de las características de los hititas (H. syriaca), en particular la "nariz judía", Mentón retraído, gran astucia y afición a la usura – y de los verdaderos semitas, los  Árabe beduino (H. arabicus), en particular el cráneo dolicocéfalo (largo y estrecho), el cuerpo grueso y una tendencia a ser antiintelectual y destructivo. Según esta teoría, el producto de este mestizaje estuvo comprometido por las grandes diferencias entre estas dos estirpes:

Todas las grandes razas y naciones históricamente se han producido mediante la mezcla; pero dondequiera que la diferencia de tipo sea demasiado grande para ser superada, entonces tenemos mestizos. Ese es el caso aquí. El cruce entre beduinos y sirios fue, desde un punto de vista anatómico, probablemente peor que el de españoles e indios sudamericanos.

Chamberlain también consideró a los bereberes (pueblo bereber) del norte de África como pertenecientes a la raza aria.

El noble moro de España es cualquier cosa menos un puro árabe del desierto, es mitad bereber (de raza aria) y sus venas están tan llenas de sangre gótica que incluso en la actualidad los nobles habitantes de Marruecos pueden rastrear su descendencia. a los antepasados teutónicos.

Chamberlain (que tenía formación de posgrado en biología) rechazó el darwinismo, la evolución y el darwinismo social, y en su lugar enfatizó "gestalt", que (dijo) derivado de Goethe. Chamberlain consideraba al darwinismo como la doctrina más abominable y equivocada del momento.
Chamberlain usó una antigua noción bíblica de la composición étnica de Galilea para argumentar que si bien Jesús pudo haber sido judío por religión, probablemente no era judío por raza, afirmando que descendía de los amorreos. Durante el período de entreguerras, ciertos teólogos pronazis, como Walter Bauer y  Walter Grundmann, y asiriólogo estadounidense Paul Haupt desarrolló estas ideas como parte de la fabricación de un Jesús ario. El admirador de Chamberlain Adolf Hitler tenía una opinión similar, como se evidencia en su charla de mesa, donde planteó la idea de Jesús como el hijo ilegítimo de un soldado romano estacionado en Galilea.

## Recepción
The Foundations vendió mucho: ocho ediciones y 60 000 copias en diez años, 100 000 copias al estallar la Primera Guerra Mundial y 24 ediciones y más de un cuarto de millón de copias en 1938. La traducción al ruso fue especialmente popular y fue llevada hasta Siberia por rusos blancos.
La traducción de 1911 recibió críticas positivas en la mayoría de la prensa británica.
Fue elogiado en The Spectator como "un monumento de erudición"; el Birmingham Post dijo que estaba "brillante de vida, repleto de pensamientos frescos y vigorosos"; el Glasgow Herald pensó que sería difícil "sobrestimar las cualidades estimulantes del libro". En el Suplemento literario del Times se declaró que era "uno de los libros que realmente importaban".
En tEl izquierdista Noticias Fabianas George Bernard Shaw lo llamó una "obra maestra histórica".
Aquellos que no supieron leerlo, continuó, serían incapaces de hablar inteligentemente sobre los problemas sociológicos y políticos contemporáneos.
En los EE. UU., Theodore Roosevelt atribuyó un sesgo extremo al autor, pero dijo que Chamberlain "representa una influencia a ser tenida seriamente en cuenta".
El libro era importante para Wilhelm II, quien se convirtió en amigo de Chamberlain (los dos mantuvieron correspondencia), y como una fundación "espiritual" del Tercer Reich. Las ideas de Chamberlain sobre la raza fueron muy influyentes para Adolf Hitler, quien las adaptó fácilmente a su ideología nazi; El propio Chamberlain se unió al partido nazi, y tanto Hitler como Goebbels visitaron a Chamberlain mientras estaba en su lecho de muerte.